# 趙良相
趙良相（？—？），號伍视，湖廣衡州府衡阳县人，明朝政治人物。

## 生平
一岁而孤，母刘氏年十八，苦节抚育，家贫，十馀岁尚未就传，有同里石姓者夜梦龙绕其柱，及明视之，乃良相也，因教之读书，妻以女。二十二入学，中萬曆二十八年（1600年）庚子科湖廣乡试举人，二十九年（1601年）聯捷辛丑科進士，兵部觀政，初任南京工部屯田司主事，升兵部员外，转郎中，三十六年迁知扬州府。三十八年丁母忧，四十一年起补大名府，四十三年升河南副使，四十六年十一月升山东參政，四十七年养病去職。立品正直，居心仁厚，为官数十年，廉明清肃，所至有声。年五十一卒于官。

## 家族
曾祖趙坤。祖父趙邦才。父趙學晉。
子二：趙之琴，官司理，趙之完官守备。邑庠生隆万，五代孙也